# Bombardamento di Gavardo
Il bombardamento di Gavardo fu un bombardamento aereo attuato dalle forze alleate sull'omonimo comune lombardo il 29 gennaio 1945, durante la seconda guerra mondiale.

## Storia
Il 29 gennaio 1945 otto bombardieri P47D Thunderbolt delle forze alleate presero di mira il ponte che consente l'attraversamento del Chiese e il Naviglio per fermare l'avanzata dei mezzi pesanti della polizia repubblichina e dei nazisti. Tuttavia, fallirono l'obiettivo e al posto di far crollare il ponte, le bombe finirono in un isolato nel mezzo del centro storico di Gavardo poco dopo le ore 13. Il bilancio finale fu di 52 morti (inclusi quattro sacerdoti) e un centinaio di feriti.
Il bombardamento di Gavardo è stato il terzo più sanguinoso della provincia di Brescia.